# 岳華
岳華（英語：Elliot Ngok Wah；1942年7月13日—2018年10月20日），本名梁樂華，香港资深演員、前電視藝員，生於上海，原籍廣東中山（今珠海市唐家灣鎮），妻子為息影演員即恬妞的胞姊恬妮。

## 生平
岳華為家中長子，下有六名弟妹，父親在上海工部局工作，家境算不俗。岳華小時候已具有演藝天份，10歲時就被北京舞蹈學院招收入學，但在父親的反對下未有入讀。岳華自小學習長笛和指揮，還懂得作曲，高中畢業後投考了上海音樂學院和上海戲劇學院，獲兩家學院同時取錄，最終選擇了上海音樂學院，並選進管弦系，主修長笛和指揮。期間，他的家人已移居香港，留下他在上海讀書及跟外婆等親戚生活。岳華本是跳水運動員。直至1962年，他獲批到香港，雖未及完成音樂學院的課程，卻避過了文化大革命一劫。岳華來港生活後在香港島銅鑼灣謝斐道一帶居住。
1962年初到香港，1963年前往投考邵氏旗下的南國訓練班（同班同學有陳鴻烈和夏雨）。他於1965年開始從影，屬前邵氏演員之一，主要是演出一些武俠和古裝電影。其電影作品都是在六、七十年代較多，代表作為1966年之《大醉俠》。當時他憑此片跟陳鴻烈、鄭佩佩一同走紅。在1969年、1970年、1972年以及1973年，他曾獲《華僑晚報》頒發十大明星金球獎（影劇）。
1980年，岳華加入麗的電視首次參演電視劇，第一套劇集演出是《浮生六劫》主角程瑞祥，第二套是更膾炙人口的《大地恩情》，其角色是一名農民。一直至麗的電視變成亞洲電視，他仍不時在該台演出。一直到1987年他轉投無綫電視，以《義不容情》為其代表作，至1990年代移民温哥華。期間，他曾他曾出任「溫哥華演藝人協會」會長。2007年，岳華回流香港，於無綫電視再度出演電視劇。
2015年，岳華拍攝《張保仔》完畢後回加拿大。在過去兩年期間雖然仍然有合約在身，但一直沒有接其它工作，直至2017年正式約滿。
2017年4月，岳華與圈中人失去聯絡，馬海倫更在微博公開尋人啟示，其後得無綫高層曾勵珍澄清：「岳華正在休養中，外間不用作太多揣測。」
直至同年8月，以首席表演顧問身份現身於溫哥華《一麵情緣》記者會上，身形明顯清減了，但仍然中氣十足，致辭時字字鏗鏘，可見他精神不錯 。
2018年8月，岳華在多倫多籌備多時的舞台劇《寄不出的情書》正式公演。同年10月18日，岳華因腦中風入院，兩日後的20日當地時間早上於加拿大卑斯省溫哥華去世，享壽76歲。舞台劇《寄不出的情書》成為了他的遺作。2019年4月14日，香港電影金像獎協會於第38屆香港電影金像獎頒獎典禮向岳華連同其他已故電影人致敬。

## 爭議

### 反對佔領中環及支持警方執法
2014年，岳華出席「撐警大聯盟」、「正義聯盟」、「藍絲帶運動」等反佔中組織的燭光晚會，支持警方執法拘捕參與佔領中環行動的暴動人士，及支持「反佔中」簽名運動。他在台上發言，帶領群眾高呼「打倒暴徒」，更聲言美國是世界和平的敵人，背後借佔中搞亂香港社會。

## 演出作品
*以下列表只記錄岳華演出過的影視作品，若有遺漏，請協助補充相關資料。

### 電影
| 上映   | 名称                  | 角色            |
| 1965年 | 小雲雀                |                 |
| 1966年 | 西遊記                | 孫悟空          |
| 1966年 | 鐵扇公主              | 孫悟空          |
| 1966年 | 大醉俠                | 范大悲          |
| 1967年 | 香江花月夜            |                 |
| 1967年 | 琴劍恩仇              |                 |
| 1967年 | 大俠復仇記            |                 |
| 1968年 | 寒煙翠                | 余亞南          |
| 1968年 | 追魂鏢                | 玉郎            |
| 1968年 | 女俠黑蝴蝶            |                 |
| 1968年 | 斷魂谷                | 趙玉龍          |
| 1969年 | 飛燕金刀              |                 |
| 1969年 | 虎膽                  |                 |
| 1969年 | 毒龍潭                | 天涯客          |
| 1970年 | 十二金牌              | 苗龍            |
| 1970年 | 荒江女俠              |                 |
| 1970年 | 五虎屠龍              | 高威            |
| 1971年 | 俠士行                | 寇英            |
| 1971年 | 冰天俠女              | 天英            |
| 1971年 | 影子神鞭              |                 |
| 1972年 | 小毒龍                |                 |
| 1972年 | 群英會——鐵弓緣篇      | 匡忠            |
| 1972年 | 十四女英豪            | 呂超            |
| 1972年 | 林沖夜奔              | 林沖            |
| 1972年 | 水滸傳                | 林沖            |
| 1972年 | 壁虎                  | 鄭龍(壁虎)      |
| 1973年 | 土匪                  | 方正            |
| 1973年 | 風流韻事              | 蕭翼            |
| 1973年 | 北地胭脂              | 正德皇帝        |
| 1973年 | 七十二家房客          | 發仔            |
| 1973年 | 愛奴                  |                 |
| 1973年 | 吉祥賭坊              |                 |
| 1973年 | 大刀王五              | 譚嗣同          |
| 1974年 | 朱門怨                |                 |
| 1974年 | 惡虎村                | 駱宏勳          |
| 1974年 | 香港73                |                 |
| 1974年 | 舞衣                  |                 |
| 1975年 | 瀛臺泣血              | 譚嗣同          |
| 1975年 | 大劫案                |                 |
| 1975年 | 蕩寇誌                | 林沖            |
| 1975年 | 新啼笑姻緣            |                 |
| 1975年 | 降頭                  |                 |
| 1975年 | 捉姦趣事              |                 |
| 1976年 | 騙財騙色              |                 |
| 1976年 | 五毒天羅              | 飛英雄          |
| 1976年 | 香港奇案              | 自己            |
| 1976年 | 少林寺                | 李式開          |
| 1976年 | 流星蝴蝶劍            | 律香川          |
| 1976年 | 紅粉煞星(毒后祕史)    | 鄧偉品          |
| 1977年 | 白玉老虎              | 唐傲            |
| 1977年 | 三少爺的劍            | 毒郎君周玉峰    |
| 1977年 | 多情劍客無情劍        | 龍嘯雲          |
| 1977年 | 楚留香                | 無花            |
| 1977年 | 龍蛇俠影              | 蕭孟飛          |
| 1977年 | 俠士鏢客殺手          |                 |
| 1977年 | 風花雪月              |                 |
| 1977年 | 金玉良緣紅樓夢        | 賈政            |
| 1977年 | 乾隆下江南            | 雍正帝          |
| 1977年 | 江南八大俠(龍虎群英)  | 雍正帝          |
| 1978年 | 乾隆下揚州            | 鄭板橋          |
| 1978年 | 楚留香之二蝙蝠傳奇    | 李玉函          |
| 1978年 | 血芙蓉                | 王俊            |
| 1978年 | 陸小鳳傳奇之綉花大盜  | 花滿樓          |
| 1978年 | 神鷹飛燕蝴蝶掌        |                 |
| 1978年 | 臭頭小子皇帝命        |                 |
| 1979年 | 糊塗大醉俠            | 大醉俠          |
| 1979年 | 夢中劍                |                 |
| 1979年 | 鬼叫春                |                 |
| 1979年 | 銷魂玉                |                 |
| 1979年 | 圓月彎刀              | 謝曉峰(三少爺)  |
| 1979年 | 火鳳凰                |                 |
| 1979年 | 孫臏下山鬥龐涓        | 孫臏            |
| 1980年 | 六合八法              |                 |
| 1980年 | 七巧鳳凰碧玉刀        |                 |
| 1980年 | 英雄無淚              | 蕭淚血          |
| 1980年 | 連城訣                | 凌退思          |
| 1981年 | 陸小鳳之決戰前後      | 西門吹雪        |
| 1981年 | 魔劍俠情              | 郭嵩陽          |
| 1981年 | 凶榜                  |                 |
| 1981年 | 黑蜥蜴                |                 |
| 1981年 | 打雀英雄傳            |                 |
| 1982年 | 大殘拳                |                 |
| 1982年 | 浣花洗劍              | 紫衣侯          |
| 1982年 | 魔界                  |                 |
| 1982年 | 殺出西營盤            |                 |
| 1983年 | 妖魂                  |                 |
| 1983年 | 毀滅號地車            | Paul Chen的父親 |
| 1983年 | 少林十八銅女          |                 |
| 1984年 | 連體                  |                 |
| 1985年 | 花心紅杏              |                 |
| 1988年 | 皇家師姐III之雌雄大盜 | 山本            |
| 1989年 | 義膽群英              |                 |
| 1992年 | 吳三桂與陳圓圓        | 神仙            |
| 1995年 | 叛逆情緣              |                 |
| 1995年 | 紅番區                | 房屋中介        |
| 2001年 | 候鳥                  |                 |
| 2006年 | 傷城                  | 周元勝          |
| 2006年 | 臥虎                  | 老爺            |
| 2008年 | 三國之見龍卸甲        | 劉備            |
| 2016年 | 樹大招風              | 何裕基          |

### 電視劇（麗的電視/亞洲電視）
- 1980年：浮生六劫 飾 程瑞祥
- 1980年：大地恩情 飾 楊六斤
- 1980年：彩雲深處 飾 宋孝廉
- 1981年：珠海枭雄 飾 蒲四
- 1981年：蕩寇誌 飾 荊曉峰
- 1982年：天堂有路 飾 張志彪
- 1982年：風塵三奇俠 飾 勞動
- 1982年：火星撞地球 飾 周華
- 1983年：八美圖 飾 鄺民豐
- 1983年：飛越擂台 飾 徐天雄
- 1983年：洋蔥花 飾 彭禮文
- 1984年：琴劍恩仇 飾 段英
- 1984年：十二金牌 飾 岳飛
- 1985年：萍蹤俠影錄 飾 澹台滅明
- 1986年：越女劍 飾 范蠡

### 電視劇（無綫電視）
| 首播   | 劇名               | 角色                     | 備註                                                    |
| 1987年 | 季節               | 何元豪                   |                                                         |
| 1987年 | 書劍恩仇錄         | 張召重                   |                                                         |
| 1988年 | 名門               | 段一虎                   |                                                         |
| 1988年 | 絕代雙驕           | 燕南天                   |                                                         |
| 1988年 | 當代男兒           | 簡福才                   |                                                         |
| 1988年 | 老子萬歲           |                          |                                                         |
| 1988年 | 大都會             | 歐先生                   |                                                         |
| 1988年 | 旭日背後           |                          |                                                         |
| 1988年 | 都市方程式         | 韋文汐                   | 男配角                                                  |
| 1989年 | 摩登小寶           | 甄澤                     | 第三男主角                                              |
| 1989年 | 花月佳期           |                          | 男配角                                                  |
| 1989年 | 義不容情           | 馮世邦                   | 男配角                                                  |
| 1989年 | 富貴流氓           | 林昌                     | 第一男主角                                              |
| 1989年 | 天變               |                          | 男配角                                                  |
| 2007年 | 突圍行動           | 童展龍                   | 第三男主角 提名2007年萬千星輝頒獎典禮最佳男配角         |
| 2007年 | 凶城計中計         | 霍天命                   | 第三男主角                                              |
| 2008年 | 珠光寶氣           | 賀峰（Martin）           | 男配角 提名2009年萬千星輝頒獎典禮最佳男配角（最後五強） |
| 2009年 | 巾幗梟雄           | 蔣喬                     | 第三男主角                                              |
| 2010年 | 蒲松齡             | 蒲槃                     | 第三男主角                                              |
| 2010年 | 巾帼枭雄之義海豪情 | 鄭朗軍                   | 第三男主角                                              |
| 2011年 | 仁心解碼           | 高守義                   | 男配角                                                  |
| 2011年 | 女拳               | 唐乙恆                   | 男配角 提名2011年萬千星輝頒獎典禮最佳男配角             |
| 2011年 | 誰家灶頭無煙火     | 鍾國柱                   | 第一男主角                                              |
| 2012年 | 天梯               | 苗 海                    | 客串                                                    |
| 2012年 | 大太監             | 陳福                     | 男配角 提名萬千星輝頒獎典禮2012最佳男配角（最後十強）   |
| 2012年 | 幸福摩天輪         | 張志華                   | 單元男主角                                              |
| 2013年 | 仁心解碼II         | 高守義                   |                                                         |
| 2013年 | 情越海岸線         | 張勝妹                   | 第三男主角 提名萬千星輝頒獎典禮2013最佳男配角           |
| 2013年 | 法外風雲           | 盧琛保（Lawrence）       | 第四男主角                                              |
| 2014年 | 單戀雙城           | 羅威                     | 男配角                                                  |
| 2014年 | 食為奴             | 康 熙                    | 男配角                                                  |
| 2014年 | 守業者             | 潘永年                   | 第三男主角 提名萬千星輝頒獎典禮2014最佳男配角           |
| 2014年 | 大藥坊             | 許崇明                   | 男配角                                                  |
| 2014年 | 我們的天空         | 張 健                    | 單元男主角                                              |
| 2014年 | 名門暗戰           | 蔣承天                   | 男配角                                                  |
| 2015年 | 張保仔             | 禮民豐（禮公公）／張勝妹 | 男配角                                                  |

### 電視劇（其他）
- 1981年：香港電台單元劇《香港香港：霸王別姬》(上、下) 飾 段小樓
- 1983年：香港電台電視劇 香港香港 《漣漪》飾 阿港
- 1984-1985年：香港電台電視劇 香江歲月 飾 應匡明
- 1992年：香港電台單元劇《性本善：家在溫哥華》
- 2006年：香港電台單元劇《獅子山下：青春小鳥》飾 阿良
- 2010年：時尚王國 飾 尚峰
- 2014年：香港電台電視劇 我的家庭醫生 飾 秦伯

### 舞台劇
- 2018年：《寄不出的情書》
- 1984年：《吾妻正斗》

### 電視節目
- 2004年：家庭演播室 嘉賓
- 2005年：愛上九點半 嘉賓
- 2005年：青蓉K新聞 嘉賓
- 2006年：友緣相聚 嘉賓
- 2009年：志雲飯局 嘉賓
- 2009年：星星同學會 嘉賓
- 2009年：美女厨房 嘉賓
- 2009年：神州音話 嘉賓

### 電台節目
- 2013年：光明頂 嘉賓（2013年1月25日）

### 電視廣告
- 2015年：哈佛增髮中心

## 角色結局多不幸
- 有網民留意到，岳華自2007年復出後，參演所有劇集中的角色幾乎均在戲內死亡。
- 即使在《仁心解碼》中沒死，也被車撞斷腳。
- 導致岳華參演處境劇《誰家灶頭無煙火》時，他所飾演的鍾國柱的命運受人關注：逃過一劫或難逃一死。最後在大結局中，鍾國柱榮休安享晚年，打破其近年參演劇集非死即傷的宿命。
- 即使在其它劇集逃過一死，在劇中不是喪偶就是沒有提及另一半。
- 不過除了這些小品劇外，其他作品如2012年播映的《天梯》和《大太監》，及2014年播映的《食為奴》、《守業者》、《我們的天空》與及《大藥坊》中飾演的角色，也不能擺脫死亡結局；在台慶劇《名門暗戰》中飾演的角色雖然中風，但最後康復而不用死去。
- 於2015年的張保仔，岳華分別飾演兩位角色。清代角色最後生死未卜，可算是第一次有如此的下場。現代角色是岳華於《情越海岸線》一劇中演出的角色，在大結局裡客串演出，因此安然無恙，再次擺脫死亡「魔咒」。

| 上映   | 名称               | 角色           | 角色下場                                         |
| 2007年 | 突圍行動           | 童展龍         | 被亂槍射死                                       |
| 2008年 | 珠光寶氣           | 賀 峰          | 心臟病發逝世                                     |
| 2009年 | 巾幗梟雄           | 蔣 喬          | 病逝                                             |
| 2010年 | 蒲松齡             | 蒲 槃          | 病逝                                             |
| 2010年 | 巾帼枭雄之義海豪情 | 鄭朗軍         | 逃難途中遭流彈炸死                               |
| 2011年 | 仁心解碼           | 高守義         | 車禍重傷，失去一隻腳                             |
| 2011年 | 女拳               | 唐乙恆         | 中風癱瘓，後被扼死                               |
| 2011年 | 誰家灶頭無煙火     | 鍾國柱         | 無恙                                             |
| 2012年 | 天梯               | 苗 海          | 首集去世                                         |
| 2012年 | 大太監             | 陳 福          | 被毒杀                                           |
| 2012年 | 幸福摩天輪         | 張志華         | 無恙                                             |
| 2013年 | 凶城計中計         | 霍樹根/霍天命  | 被斬首示眾                                       |
| 2013年 | 情越海岸線         | 張勝妹         | 無恙，但早年丧偶                                 |
| 2013年 | 法外風雲           | 盧琛保         | 無恙，但早年丧偶                                 |
| 2014年 | 單戀雙城           | 羅 威          | 無恙，但早年丧偶                                 |
| 2014年 | 食為奴             | 爱新觉罗·玄烨  | 被謀殺                                           |
| 2014年 | 守業者             | 潘永年         | 中风，后被气死                                   |
| 2014年 | 我們的天空         | 張 健          | 病逝                                             |
| 2014年 | 大藥坊             | 許崇明         | 被槍殺                                           |
| 2014年 | 名門暗戰           | 蔣承天         | 中風，但最後無恙                                 |
| 2015年 | 張保仔             | 禮民豐（清代） | 生死未卜                                         |
| 2015年 | 張保仔             | 張勝妹（現代） | 於大結局出現（為岳華情越海岸線中的角色），安然無恙 |

## 外部連結
- 岳華在香港影庫上的簡介
- 岳華的新浪微博